# Rezarta Shkurta
Rezarta Shkurta, född 18 november 1986 i Durrës, är en albansk popsångerska och fotomodell. Hon har varit aktiv sedan hon debuterade i Kënga Magjike 2006 med låten "DJ".
Shkurta föddes i hamnstaden Durrës under kommunisterans fall i Albanien. Hon började studera vid grundskola och gymnasium i Durrës. 2005 ställde Shkurta upp i modelltävlingen Miss Durrës. Hon fick representera sin stad i Miss Albanien, där hon slutade tvåa. 2006 debuterade Shkurta musikaliskt genom att delta i Kënga Magjike med låten "DJ". Året därpå deltog hon i Kënga Magjike 2007 med låten "I pafat". I tävlingen gick hon till final och vann TV-priset. 2008 debuterade hon i Top Fest med låten "Kafazi". Hon deltog samma år även i Polifest med låten "Ëngjujt lutën për në". Hon ställde upp i Kënga Magjike 2010 med låten "Budallaçke e vogël", en kraftfull powerballad. Hon tog sig till finalen med låten och vann trend-priset. Hon fick även 366 poäng och slutade på 9:e plats. 
2011 gjorde Shkurta en duett med sångaren Vedat Ademi med titeln "Dua të iki larg" som blev en framgångsrik hit. Hon ställde upp i Kënga Magjike 2011 med låten "Të jesh e mirë s'mjafton". Hon tilldelades pris för bästa framträdande och slutade 12:a på 324 poäng. 2012 deltog hon tredje året i rad i Kënga Magjike. Hennes bidrag, med vilket hon tog sig till final, hette "Më fal". I finalen fick hon 307 poäng och slutade 19:e samt fick TV-priset. 2012 släppte hon även musikvideon "Droga jam".
Shkurta har släppt ett studioalbum. 2007 släppte hon Je vetëm ti.

## Diskografi

### Studioalbum
- 2007 – Je vetëm ti